# George Hardie (tennis)
Pour les articles homonymes, voir George Hardie et Hardie.
George Hardie, né le 19 février 1953 à Long Beach en Californie, est un ancien joueur de tennis professionnel américain.

## Carrière
Il a étudié à l'Université méthodiste du Sud jusqu'en 1975, date de son passage chez les professionnels.
Ses meilleures performances sur le circuit professionnel sont une finale à Little Rock en 1975, alors qu'il était encore étudiant à l'université, une demi-finale à Baltimore en 1978 et au Costa Rica en 1979 et 5 quarts de finale.
En double, il a participé à deux finales consécutives en 1978 et il a reporté un tournoi Challenger en 1981 à San Luis Potosí.

## Palmarès

### Finale en simple messieurs
| No | Date       | Nom et lieu du tournoi                                | Catégorie  | Dotation | Surface         | Vainqueur    | Score    |  |
| -- | ---------- | ----------------------------------------------------- | ---------- | -------- | --------------- | ------------ | -------- |  |
| 1  | 03-02-1975 | Arkansas International Tennis Tournament, Little Rock | Grand Prix | 25 000 $ | Moquette (int.) | Billy Martin | 6-2, 7-6 |  |

### Titre en double messieurs
| No | Date       | Nom et lieu du tournoi           | Catégorie  | Dotation | Surface      | Partenaire  | Finalistes                         | Score         |  |
| -- | ---------- | -------------------------------- | ---------- | -------- | ------------ | ----------- | ---------------------------------- | ------------- |  |
| 1  | 06-03-1978 | Tournoi de tennis de Lagos Lagos | Grand Prix | 50 000 $ | Terre (ext.) | Sashi Menon | Colin Dowdeswell Jürgen Fassbender | 6-3, 3-6, 7-5 |  |

### Finale en double messieurs
| No | Date       | Nom et lieu du tournoi | Catégorie  | Dotation | Surface      | Vainqueurs                     | Partenaire   | Score         |  |
| -- | ---------- | ---------------------- | ---------- | -------- | ------------ | ------------------------------ | ------------ | ------------- |  |
| 1  | 13-03-1978 | Egyptian Open Le Caire | Grand Prix | 38 000 $ | Terre (ext.) | Ismail El Shafei Brian Fairlie | Lito Álvarez | 6-3, 7-5, 6-2 |  |

## Parcours dans les tournois duGrand Chelem

### En simple
| Année | Open d'Australie | Open d'Australie | Internationaux de France | Internationaux de France | Wimbledon       | Wimbledon | US Open         | US Open       |
| ----- | ---------------- | ---------------- | ------------------------ | ------------------------ | --------------- | --------- | --------------- | ------------- |
| 1972  | —                | —                | —                        | —                        | —               | —         | 1er tour (1/64) | W. N'Godrella |
| 1973  | —                | —                | —                        | —                        | —               | —         | 2e tour (1/32)  | P. Dent       |
| 1974  | 1er tour (1/64)  | J. Feaver        | —                        | —                        | —               | —         | 1er tour (1/64) | T. Gorman     |
| 1976  | —                | —                | 1er tour (1/64)          | E. Caviglia              | —               | —         | —               | —             |
| 1977  | 1er tour (1/64)  | B. Giltinan      | —                        | —                        | —               | —         | 1er tour (1/64) | V. Amaya      |
| 1978  | 2e tour (1/32)   | T. Roche         | 2e tour (1/32)           | P. Bertolucci            | 1er tour (1/64) | B. Hewitt | 1er tour (1/64) | H. Solomon    |
| 1979  | 1er tour (1/64)  | S. Glickstein    | —                        | —                        | —               | —         | —               | —             |
| 1980  | 1er tour (1/64)  | F. Taygan        | 1er tour (1/64)          | F. Buehning              | 1er tour (1/64) | R. Lutz   | 1er tour (1/64) | R. Van't Hof  |

N.B. : à droite du résultat se trouve le nom de l'ultime adversaire.

### En double
N.B. : à droite du résultat se trouve le nom de l'ultime adversaire.